# Legnano
Legnano är en stad och kommun i storstadsregionen Milano, innan 31 december 2014 i provinsen Milano, i regionen Lombardiet i norra Italien. Kommunen hade 60 481 invånare (2018) och gränsar till kommunerna Busto Arsizio, Canegrate, Castellanza, Cerro Maggiore, Dairago, Rescaldina, San Giorgio su Legnano, San Vittore Olona och Villa Cortese.